# Família Caminacano
Caminacano (em latim: Caminacanus; em armênio/arménio: Կամինական; romaniz.: Kaminakan) foi uma família nobre (nacarar) da Armênia, ligada com a dinastia arsácida. Como ramo cadete, nunca portaram patronímico dinástico. Tinham a região de Astianena como apanágio. Alguns pensam que deu origem à família Cecaumeno do Império Bizantino. Os membros conhecidos são:
- Dátis
- Varazes
- Guenite